# Winglet

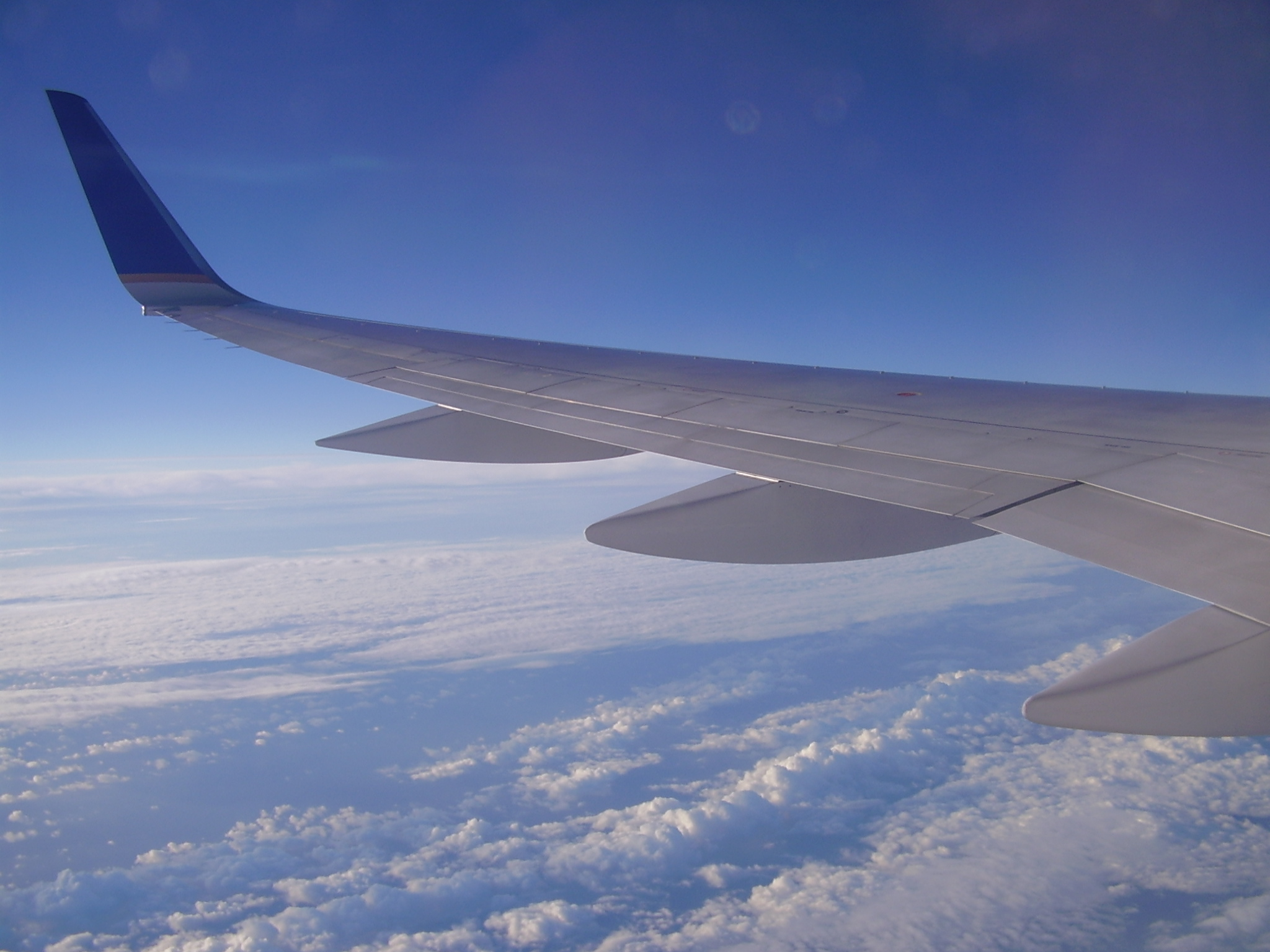
Wingletul unui Boeing 757

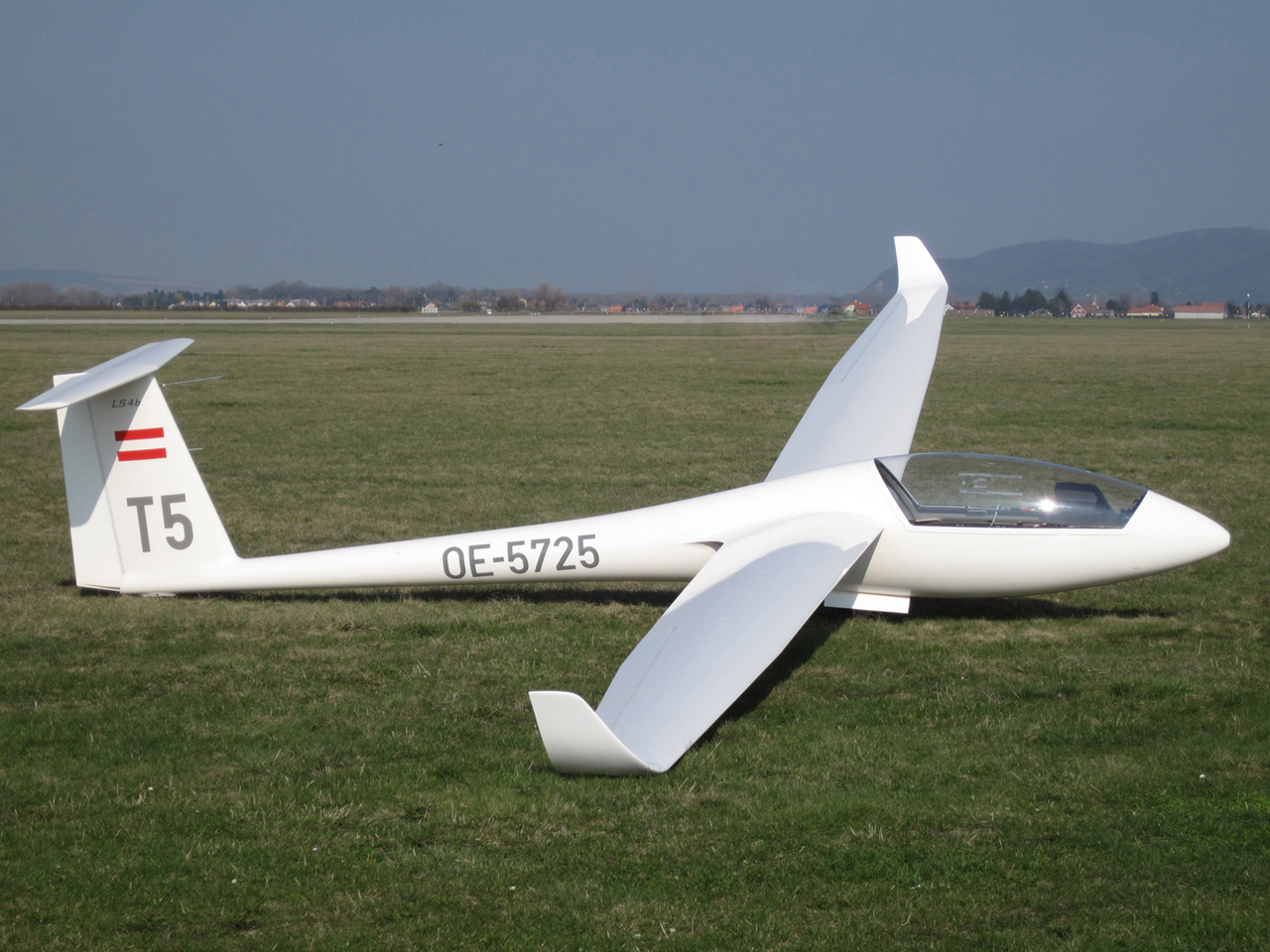
Un planor LS4-b cu Winglet Piontkowski

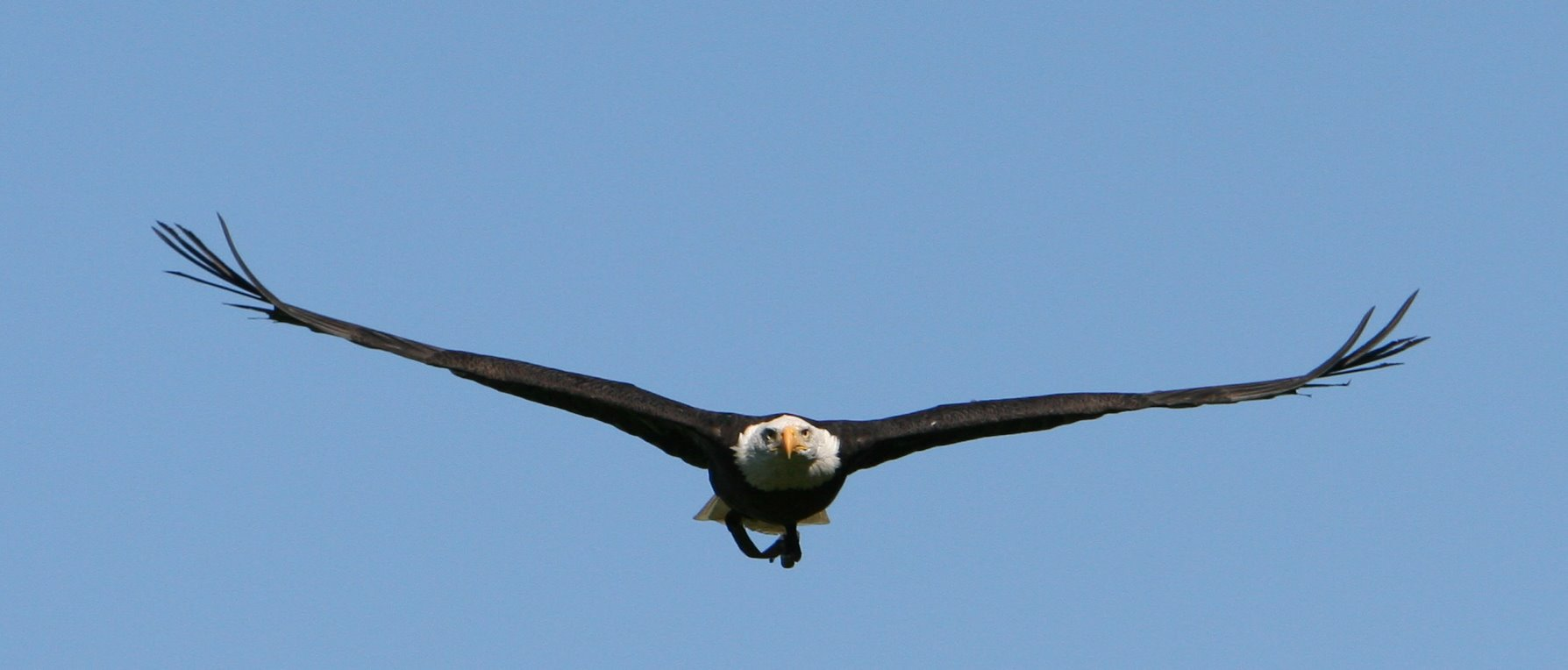
Pygargue, acvila americană în zbor, folosind vârful aripilor ca winglets

Wingleturile (aripioare) sunt structuri plasate la extremitățile aripilor avioanelor și a planoarelor, care au rolul de a spori calitățile aerodinamice ale acestora și de a reduce consumul de combustibil la avioanele de pasageri.
Formele si unghiurile acestor extremitati joaca un rol
important în aerodinamica aripilor, având functia de a
diminua valoarea rezistentei induse, datorata desprinderii
fileurilor de aer sub forma unor vârtejuri la capetele